# Vitesse in het seizoen 1894/95
| Gelderse competitie NVB |     |
| ----------------------- | --- |
| Wedstrijden             | 8   |
| Gewonnen                | 6   |
| Gelijk                  | 1   |
| Verloren                | 1   |
| Thuis                   | 4   |
| Uit                     | 4   |
| Doelsaldo               | +42 |
| voor                    | 47  |
| tegen                   | 5   |
| ‘De Nul’                | 6   |

Vitesse speelde in het seizoen 1894/1895 voor het eerst officiële competitiewedstrijden: Vitesse kwam uit in de Gelderse competitie van de Nederlandse Voetbal Bond (NVB).

## Samenvatting
Op de algemene ledenvergadering van 9 september 1894 werd besloten om aan te sluiten bij Nederlandse Voetbal Bond (NVB) en tevens te stoppen met het spelen van cricket. Het aansluiten bij de NVB was onder voorwaarde dat een Gelderse competitie georganiseerd zou worden, waartoe de NVB eind september 1894 ook besluit.
In het derde seizoen van haar bestaan speelde Vitesse dus voor het eerst officiële competitiewedstrijden wanneer de Gelderse competitie van de NVB eind 1894 van start gaat. In het eerste seizoen van deze competitie won Vitesse de eerste zes van acht wedstrijden met overtuigende cijfers: 44 doelpunten voor en niet één tegen. In de laatste twee wedstrijden werd er voor het eerst gelijkgespeeld en verloren. Vitesse werd met deze resultaten kampioen van de Gelderse competitie 1894/1895. Promotie naar een hogere klasse is (nog) niet mogelijk.
In de eerste officiële competitiewedstrijd won Vitesse uit tegen Victoria met 0–17, wat de grootste overwinning in competitieverband is in de historie van Vitesse.
Vanaf seizoen 1894/'95 speelde Vitesse zes seizoenen in een clubtenue bestaande uit een "witte trui met blauwe sjerp", refererend aan de stadskleuren van Arnhem.

## Selectie en statistieken
Legenda
| - W Wedstrijden - Doelpunten | - B Basisplaatsen - In Wissels In - Uit Wissels Uit |

| Nat.               | Spelersnaam           | Gelderse competitie NVB | Gelderse competitie NVB | Gelderse competitie NVB | Gelderse competitie NVB | Gelderse competitie NVB |
| Nat.               | Spelersnaam           | W                       |                         | B                       | In                      | Uit                     |
| ------------------ | --------------------- | ----------------------- | ----------------------- | ----------------------- | ----------------------- | ----------------------- |
| Vlag van Nederland | Rudy d'Arnaud Gerkens | 8                       | 0                       | 8                       | 0                       | 0                       |
| Vlag van Nederland | Frits Couvée          | 3                       | 5                       | 2                       | 1                       | 0                       |
| Vlag van Nederland | Hendrik Deelken       | 7                       | 3                       | 7                       | 0                       | 0                       |
| Vlag van Nederland | Bernard Dezentjé      | 7                       | 4                       | 7                       | 0                       | 0                       |
| Vlag van Nederland | Gaspard Dezentjé      | 5                       | 0                       | 5                       | 0                       | 0                       |
| Vlag van Nederland | Edmond Dezentjé       | 8                       | 15                      | 8                       | 0                       | 0                       |
| Vlag van Nederland | Eli Dezentjé          | 8                       | 5                       | 8                       | 0                       | 0                       |
| Vlag van Nederland | Frans Dezentjé        | 8                       | 0                       | 8                       | 0                       | 0                       |
| Vlag van Nederland | Fons Donkers          | 3                       | 0                       | 3                       | 0                       | 0                       |
| Vlag van Nederland | Johan Felger          | 1                       | 0                       | 1                       | 0                       | 0                       |
| Vlag van Nederland | Jan Frankamp          | 3                       | 0                       | 3                       | 0                       | 0                       |
| Vlag van Nederland | Kees Hagedoorn        | 8                       | 0                       | 8                       | 0                       | 0                       |
| Vlag van Nederland | Piet Hendriks         | 1                       | 1                       | 1                       | 0                       | 0                       |
| Vlag van Nederland | Herman Hesselink      | 1                       | 0                       | 1                       | 0                       | 0                       |
| Vlag van Nederland | Willem Hesselink      | 8                       | 10                      | 8                       | 0                       | 0                       |
| Vlag van Nederland | Jan Jager             | 1                       | 0                       | 1                       | 0                       | 0                       |
| Vlag van Nederland | Harry Roqué           | 1                       | 2                       | 1                       | 0                       | 1                       |
| Vlag van Nederland | Jan van der Zande     | 8                       | 0                       | 8                       | 0                       | 0                       |
| Totaal             | Totaal                | 8                       | 47                      | 88                      | 1                       | 1                       |
| Nat.               | Spelersnaam           | W                       |                         | B                       | In                      | Uit                     |
| Nat.               | Spelersnaam           | Gelderse competitie NVB |                         |                         |                         |                         |

### Topscorers
| Gelderse competitie NVB: \| Nr. \| Naam \| \| \| ------------------------ \| ------------------------ \| -- \| \| 1 \| Edmond Dezentjé \| 15 \| \| 2 \| Willem Hesselink \| 10 \| \| 3 \| Eli Dezentjé \| 5 \| \| 3 \| F. Couvée \| 5 \| \| 5 \| Bernard Dezentjé \| 4 \| \| 6 \| Hendrik Deelken \| 3 \| \| 7 \| Harry Roqué \| 2 \| \| 8 \| Piet Hendriks \| 1 \| \| Doelpuntenmaker onbekend \| Doelpuntenmaker onbekend \| 2 \| \| Totaal \| Totaal \| 47 \| |                          |              |
| Nr. | Naam                     | Doelpunt(en) |
| 1 | Edmond Dezentjé          | 15           |
| 2 | Willem Hesselink         | 10           |
| 3 | Eli Dezentjé             | 5            |
| 3 | F. Couvée                | 5            |
| 5 | Bernard Dezentjé         | 4            |
| 6 | Hendrik Deelken          | 3            |
| 7 | Harry Roqué              | 2            |
| 8 | Piet Hendriks            | 1            |
| Doelpuntenmaker onbekend | Doelpuntenmaker onbekend | 2            |
| Totaal | Totaal                   | 47           |

## Wedstrijden
Bron: Vitesse Statistieken

### Gelderse competitieNVB
Wedstrijd 1:
| 11 november 1894, 12:30                                            | Victoria | 0–17 (0–7) | Vitesse                                                                                           | Opstelling Victoria                                                                                         | Opstelling Vitesse |  |
| Stadion: Hinthamerweg, 's-Hertogenbosch Arbiter: J.A.A.P. Visscher |          |            | 6× Edm. Dezentjé 4× B. Dezentjé 3× W. Hesselink (0–2, 0–3, ?) 2× Deelken 2× El. Dezentjé (0–1, ?) | Sassen, Smeenk, V. Veen, Everdingen, De Kok, Pastorus, Engel, Ravenhorst, Waaienburg, V. Voorthuyzen, Engel | d'Arnaud Gerkens, F. Dezentjé, Hagedoorn, G. Dezentjé, Donkers, Van der Zande, Edm. Dezentjé, W. Hesselink, B. Dezentjé, Deelken, El. Dezentjé |  |
| Stadion: Hinthamerweg, 's-Hertogenbosch Arbiter: J.A.A.P. Visscher |          |            |                                                                                                   | Sassen, Smeenk, V. Veen, Everdingen, De Kok, Pastorus, Engel, Ravenhorst, Waaienburg, V. Voorthuyzen, Engel | d'Arnaud Gerkens, F. Dezentjé, Hagedoorn, G. Dezentjé, Donkers, Van der Zande, Edm. Dezentjé, W. Hesselink, B. Dezentjé, Deelken, El. Dezentjé |  |
| Stadion: Hinthamerweg, 's-Hertogenbosch Arbiter: J.A.A.P. Visscher |          |            |                                                                                                   | Sassen, Smeenk, V. Veen, Everdingen, De Kok, Pastorus, Engel, Ravenhorst, Waaienburg, V. Voorthuyzen, Engel | d'Arnaud Gerkens, F. Dezentjé, Hagedoorn, G. Dezentjé, Donkers, Van der Zande, Edm. Dezentjé, W. Hesselink, B. Dezentjé, Deelken, El. Dezentjé |  |
| Bijz.: Eerste wedstrijd van Vitesse bij de NVB                     |          |            |                                                                                                   | | |  |

Wedstrijd 2:
| 18 november 1894          | Vitesse                                             | 4–0 (4–0) | Voorwaarts | Opstelling Vitesse | Opstelling Voorwaarts |  |
| Arbiter: J.B. van Eysinga | (0–1, 0–2, 0–4) Edm. Dezentjé 3× (0–3) W. Hesselink |           |            | d'Arnaud Gerkens, Hagedoorn, F. Dezentjé, Van der Zande, Donkers, Felger, El. Dezentjé, Deelken, B. Dezentjé, Edm. Dezentjé, W. Hesselink | NN                    |  |
| Arbiter: J.B. van Eysinga |                                                     |           |            | d'Arnaud Gerkens, Hagedoorn, F. Dezentjé, Van der Zande, Donkers, Felger, El. Dezentjé, Deelken, B. Dezentjé, Edm. Dezentjé, W. Hesselink | NN                    |  |
| Arbiter: J.B. van Eysinga |                                                     |           |            | d'Arnaud Gerkens, Hagedoorn, F. Dezentjé, Van der Zande, Donkers, Felger, El. Dezentjé, Deelken, B. Dezentjé, Edm. Dezentjé, W. Hesselink | NN                    |  |
|                           |                                                     |           |            | |                       |  |

Wedstrijd 3:
| 2 december 1894                                | Get On | 0–3 (0–1) | Vitesse                                        | Opstelling Get On | Opstelling Vitesse |  |
| Stadion: Wageningen Arbiter: J.A.A.P. Visscher |        |           | 2× W. Hesselink (0–1, 0–2) Edm. Dezentjé (0–3) | NN                | d'Arnaud Gerkens, F. Dezentjé, Hagedoorn, G. Dezentjé, Donkers, Van der Zande, W. Hesselink, Edm. Dezentjé, B. Dezentjé, Deelken, El. Dezentjé |  |
| Stadion: Wageningen Arbiter: J.A.A.P. Visscher |        |           |                                                | NN                | d'Arnaud Gerkens, F. Dezentjé, Hagedoorn, G. Dezentjé, Donkers, Van der Zande, W. Hesselink, Edm. Dezentjé, B. Dezentjé, Deelken, El. Dezentjé |  |
| Stadion: Wageningen Arbiter: J.A.A.P. Visscher |        |           |                                                | NN                | d'Arnaud Gerkens, F. Dezentjé, Hagedoorn, G. Dezentjé, Donkers, Van der Zande, W. Hesselink, Edm. Dezentjé, B. Dezentjé, Deelken, El. Dezentjé |  |
|                                                |        |           |                                                |                   | |  |

Wedstrijd 4:
| 9 december 1894, 14:30                                                               | Voorwaarts | 0–4 (0–3) | Vitesse                                                                | Opstelling Voorwaarts | Opstelling Vitesse |  |
| Arbiter: F. Borst                                                                    |            |           | P. Hendriks (1–0) Edm. Dezentjé (2–0) El. Dezentjé (3–0) Deelken (4–0) | NN                    | d'Arnaud Gerkens, Hagedoorn, F. Dezentjé, Van der Zande, B. Dezentjé, Jager, El. Dezentjé, Deelken, P. Hendriks, Edm. Dezentjé, W. Hesselink |  |
| Arbiter: F. Borst                                                                    |            |           |                                                                        | NN                    | d'Arnaud Gerkens, Hagedoorn, F. Dezentjé, Van der Zande, B. Dezentjé, Jager, El. Dezentjé, Deelken, P. Hendriks, Edm. Dezentjé, W. Hesselink |  |
| Arbiter: F. Borst                                                                    |            |           |                                                                        | NN                    | d'Arnaud Gerkens, Hagedoorn, F. Dezentjé, Van der Zande, B. Dezentjé, Jager, El. Dezentjé, Deelken, P. Hendriks, Edm. Dezentjé, W. Hesselink |  |
| Bijz.: Scheidsrechter Van Eysinga kwam niet opdagen, consul Borst nam zijn plaats in |            |           |                                                                        |                       | |  |

Wedstrijd 5:
| 20 januari 1895, 12:00    | Vitesse | 14–0 (8–0) | Victoria | Opstelling Vitesse | Opstelling Victoria |  |
| Arbiter: J.B. van Eysinga | (9–0, 10–0, 11–0, 12–0, 13–0) Taks 5× (2–0, 3–0, 4–0) Edm. Dezentjé 3× (1–0, 14–0) W. Hesselink 2× (5–0, 6–0) H. Roqué 2× (7–0, 8–0) El. Dezentjé 2× |            |          | d'Arnaud Gerkens, Hagedoorn, F. Dezentjé, Van der Zande, B. Dezentjé, Frankamp, El. Dezentjé, Deelken, H. Roqué 46' ( F. Couvée), Edm. Dezentjé, W. Hesselink | NN                  |  |
| Arbiter: J.B. van Eysinga | |            |          | d'Arnaud Gerkens, Hagedoorn, F. Dezentjé, Van der Zande, B. Dezentjé, Frankamp, El. Dezentjé, Deelken, H. Roqué 46' ( F. Couvée), Edm. Dezentjé, W. Hesselink | NN                  |  |
| Arbiter: J.B. van Eysinga | |            |          | d'Arnaud Gerkens, Hagedoorn, F. Dezentjé, Van der Zande, B. Dezentjé, Frankamp, El. Dezentjé, Deelken, H. Roqué 46' ( F. Couvée), Edm. Dezentjé, W. Hesselink | NN                  |  |
|                           | |            |          | |                     |  |

Wedstrijd 6:
| 17 maart 1895    | Vitesse                                | 2–0 (1–0) | Quick | Opstelling Vitesse | Opstelling Quick |  |
| Arbiter: Meyners | (1–0) Edm. Dezentjé (2–0) W. Hesselink |           |       | d'Arnaud Gerkens, Hagedoorn, F. Dezentjé, Van der Zande, B. Dezentjé, G. Dezentjé, El. Dezentjé, Frankamp, F. Couvée, Edm. Dezentjé, W. Hesselink | NN               |  |
| Arbiter: Meyners |                                        |           |       | d'Arnaud Gerkens, Hagedoorn, F. Dezentjé, Van der Zande, B. Dezentjé, G. Dezentjé, El. Dezentjé, Frankamp, F. Couvée, Edm. Dezentjé, W. Hesselink | NN               |  |
| Arbiter: Meyners |                                        |           |       | d'Arnaud Gerkens, Hagedoorn, F. Dezentjé, Van der Zande, B. Dezentjé, G. Dezentjé, El. Dezentjé, Frankamp, F. Couvée, Edm. Dezentjé, W. Hesselink | NN               |  |
|                  |                                        |           |       | |                  |  |

Wedstrijd 7:
| 31 maart 1895    | Quick   | 1–1 (0–0) | Vitesse            | Opstelling Quick | Opstelling Vitesse |  |
| Arbiter: Meyners | (1–1) ? |           | W. Hesselink (0–1) | NN               | d'Arnaud Gerkens, F. Dezentjé, Hagedoorn, G. Dezentjé, Frankamp, Van der Zande, Deelken, El. Dezentjé, F. Couvée, Edm. Dezentjé, W. Hesselink |  |
| Arbiter: Meyners |         |           |                    | NN               | d'Arnaud Gerkens, F. Dezentjé, Hagedoorn, G. Dezentjé, Frankamp, Van der Zande, Deelken, El. Dezentjé, F. Couvée, Edm. Dezentjé, W. Hesselink |  |
| Arbiter: Meyners |         |           |                    | NN               | d'Arnaud Gerkens, F. Dezentjé, Hagedoorn, G. Dezentjé, Frankamp, Van der Zande, Deelken, El. Dezentjé, F. Couvée, Edm. Dezentjé, W. Hesselink |  |
|                  |         |           |                    |                  | |  |

Wedstrijd 8:
| 7 april 1895, 14:00                                                                       | Vitesse         | 2–4 (0–3) | Get On                                             | Opstelling Vitesse | Opstelling Get On |  |
| Stadion: Wageningen Arbiter: ?                                                            | (1–3) ? (2–3) ? |           | 3× ? (0–2), ? (0–3), ? (2–4) Hagedoorn (e.d.; 0–1) | d'Arnaud Gerkens, Hagedoorn, F. Dezentjé, Van der Zande, B. Dezentjé, G. Dezentjé, Deelken, El. Dezentjé, Edm. Dezentjé, H. Hesselink, W. Hesselink | NN                |  |
| Stadion: Wageningen Arbiter: ?                                                            |                 |           |                                                    | d'Arnaud Gerkens, Hagedoorn, F. Dezentjé, Van der Zande, B. Dezentjé, G. Dezentjé, Deelken, El. Dezentjé, Edm. Dezentjé, H. Hesselink, W. Hesselink | NN                |  |
| Stadion: Wageningen Arbiter: ?                                                            |                 |           |                                                    | d'Arnaud Gerkens, Hagedoorn, F. Dezentjé, Van der Zande, B. Dezentjé, G. Dezentjé, Deelken, El. Dezentjé, Edm. Dezentjé, H. Hesselink, W. Hesselink | NN                |  |
| Bijz.: Gespeeld in Wageningen omdat het veld van Vitesse (de Paasweide) onder water stond |                 |           |                                                    | |                   |  |

### Oefenwedstrijden
| Legenda    |
| ---------- |
| Winst      |
| Gelijkspel |
| Verlies    |

| Datum         | Thuis     | Uitslag   | Uit     | Doelpuntenmakers Vitesse                   | Bijzonderheden       |
| ------------- | --------- | --------- | ------- | ------------------------------------------ | -------------------- |
| 16 april 1895 | Rapiditas | 0–3 (0–1) | Vitesse | W. Hesselink (2x; 0–1, 0–2), Deelken (0–3) | Gespeeld in Nijmegen |

## Eindstand Gelderse competitie NVB 1894/'95
Bron: Arjan Molenaar & Rien Bor, 111 jaar Vitesse: De sportieve geschiedenis van Vitesse 1892-2003, Arnhem, 2003. ISBN 90-9017300-5
| Pos. | Club       | Plaats           | GS | W | G | V | Pnt. | DS         |
| ---- | ---------- | ---------------- | -- | - | - | - | ---- | ---------- |
| 1    | Vitesse    | Arnhem           | 8  | 6 | 1 | 1 | 13   | +42 (47-5) |
| 2    | Get On     | Wageningen       | 8  | 6 | 0 | 2 | 12   | +14 (21-7) |
| 3    | Quick      | Nijmegen         | 8  | 4 | 1 | 3 | 9    | +16 (23-7) |
| 4    | Voorwaarts | Tiel             | 8  | 3 | 0 | 5 | 6    | −5 (11-16) |
| 5    | Victoria   | 's-Hertogenbosch | 8  | 0 | 0 | 8 | 0    | −67 (0-67) |